# سيان
السيان (باليونانية: κυανoῦς) تعني الأزرق، قد يستخدم كوصف لأي مجموعة من الألوان في الجزء الواقع بين الأزرق والأخضر من الطيف المرئي. يستخدم لون السيان في الطيف المرئي للإشارة إلى اللون الناتج عن مزج كمية متساوية من الضوء الأخضر والأزرق أو إزالة اللون الأحمر من الضوء الأبيض (اقرأ لون طرحي). ويعتبر سيان لون مكمل للون الأحمر في أنظمة اللون ح خ ز، وس ق ص د: فالخضاب السيان يمتص الضوء الأحمر.

## اقرأ أيضا
- قائمة الألوان